# Koprivnica (okres Bardejov)
Koprivnica je obec na Slovensku v okrese Bardejov. Žije zde 663 obyvatel, první písemná zmínka pochází z roku 1283. Nachází se zde římskokatolický kostel svatého Ondřeje z počátku 14. století.